# تپه سگزآباد
تپه سِگزآباد واقع در دشت قزوین در منطقه شهرستان بوئین زهرا یکی از تپه‌های باستانی ایران است که به اواخر هزاره دهم پیش از میلاد تا دوره هخامنشی بازمی‌گردد. آثار به‌دست آمده از این تپه به دوره مادها تا دوره هخامنشی باز می‌گردد. همچنین در این دوره استقرار عصر آهن نیز مشهود است.